# Karl von Brühl-Renard

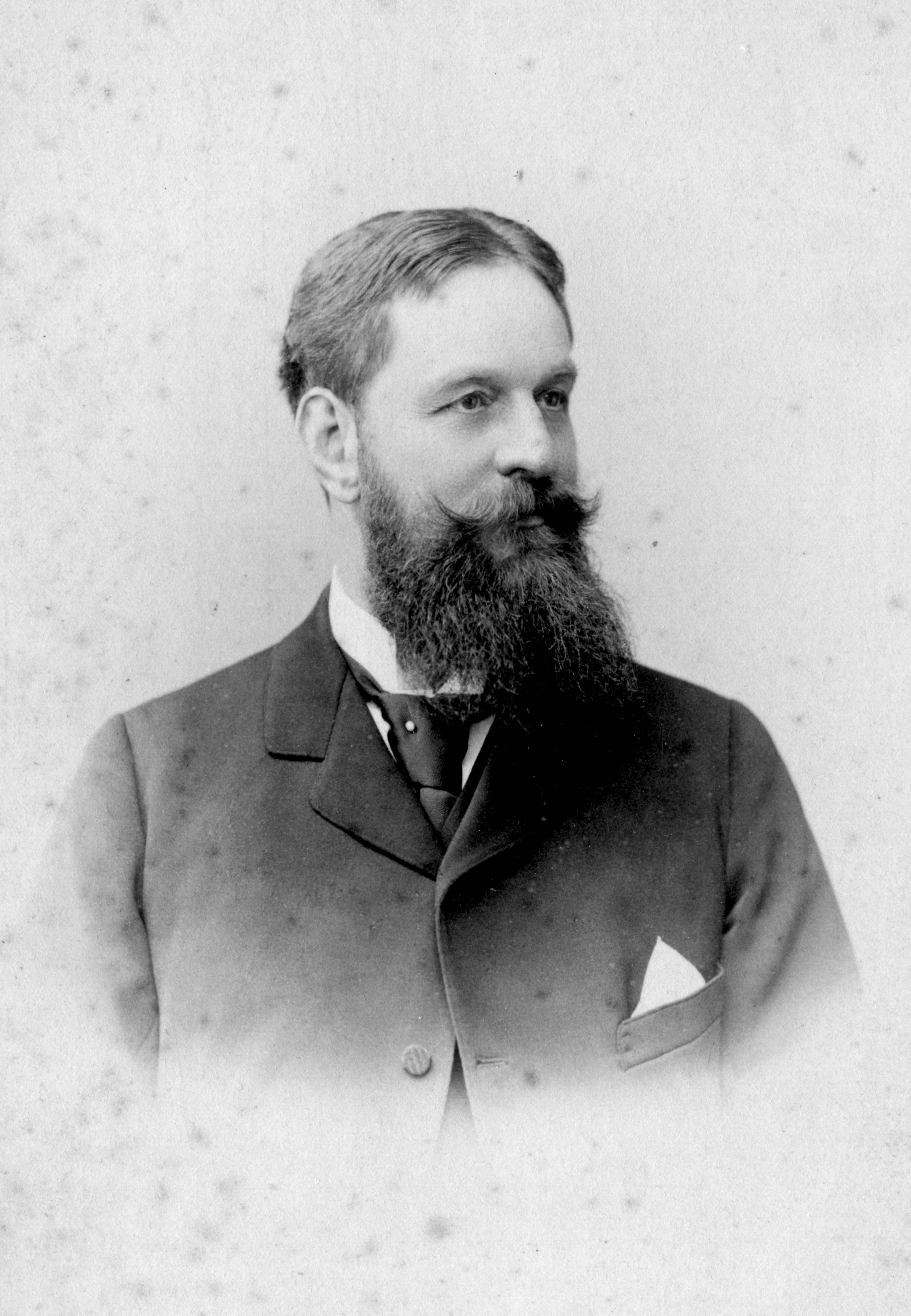
Karl von Brühl-Renard

Karl Andreas Friedrich Wilhelm Moritz Vincenz Graf von Brühl-Renard (* 22. Januar 1853 in Dresden; † 31. Dezember 1923 in Groß-Strehlitz, Landkreis Groß Strehlitz, Provinz Niederschlesien) war ein deutscher Philanthrop und Politiker. 1889 war er Mitbegründer der Epileptischen Anstalten Kleinwachau und im gleichen Jahr Stifter des Mädchenheimes Tobiasmühle Radeberg. Von 1901 bis 1918 war er Mitglied des Sächsischen Landtages. Er war der letzte Graf von Seifersdorf bei Radeberg. Ab 1909 war er Fideikommißherr auf Groß Strehlitz in Oberschlesien.
Er trug die Titel: kaiserlich-deutscher Legationssekretär a. D., königlich preußischer Rittmeister a. D., Träger des Johanniterordens.

## Leben
Karl von Brühl-Renard hatte in beiden Ehen keine Kinder. Er zeigte zeitlebens gemeinsam mit seiner ersten Frau Else und seiner zweiten Ehefrauen Agnes ein hohes soziales Engagement. So finanzierte Graf Brühl 1886 dem Ortsarmenverband einen kompletten Neubau eines Armenhauses in Seifersdorf in Höhe von 4.700 Mark vor.
Karl von Brühl-Renard leitete ab 1887 das erste deutsche Kindererholungsheim, das Bethlehemstift im Berghaus des Augustusbades, das 1875 von Hugo Woldemar Hickmann gemeinsam mit Dresdner Ärzten und der Inneren Mission gegründet worden war. Im Jahr 1900 kaufte von Brühl das Landhaus des Radeberger Fabrikanten Rumpelt mit dem dazugehörigen Park und ließ ein Kinderhaus errichten, das 1925 den Namen „Graf-Brühl-Haus“ erhielt und bis 1945 in Betrieb war.
Weihnachten 1888 lud die gräfliche Familie Brühl zu einer „vorweihnachtlichen Feier“ ärmere Einwohner und Kinder in ihr Schloss ein.
1889 bis 1923 war er Vorsitzender des Vorstands der Epileptischen-Anstalt Kleinwachau, welche auf Initiative der Inneren Mission Sachsens gegründet wurde. Er war dort verantwortlich für die Aufnahme und Entlassung der Pfleglinge, die Anstellung des Pflegepersonals und die Überwachung des gesamten Betriebs.
In der Zeit von 1901 bis 1918 war er Mitglied der Ersten Kammer der Ständeversammlung des Königreichs Sachsen, dem sächsischen Landtag.

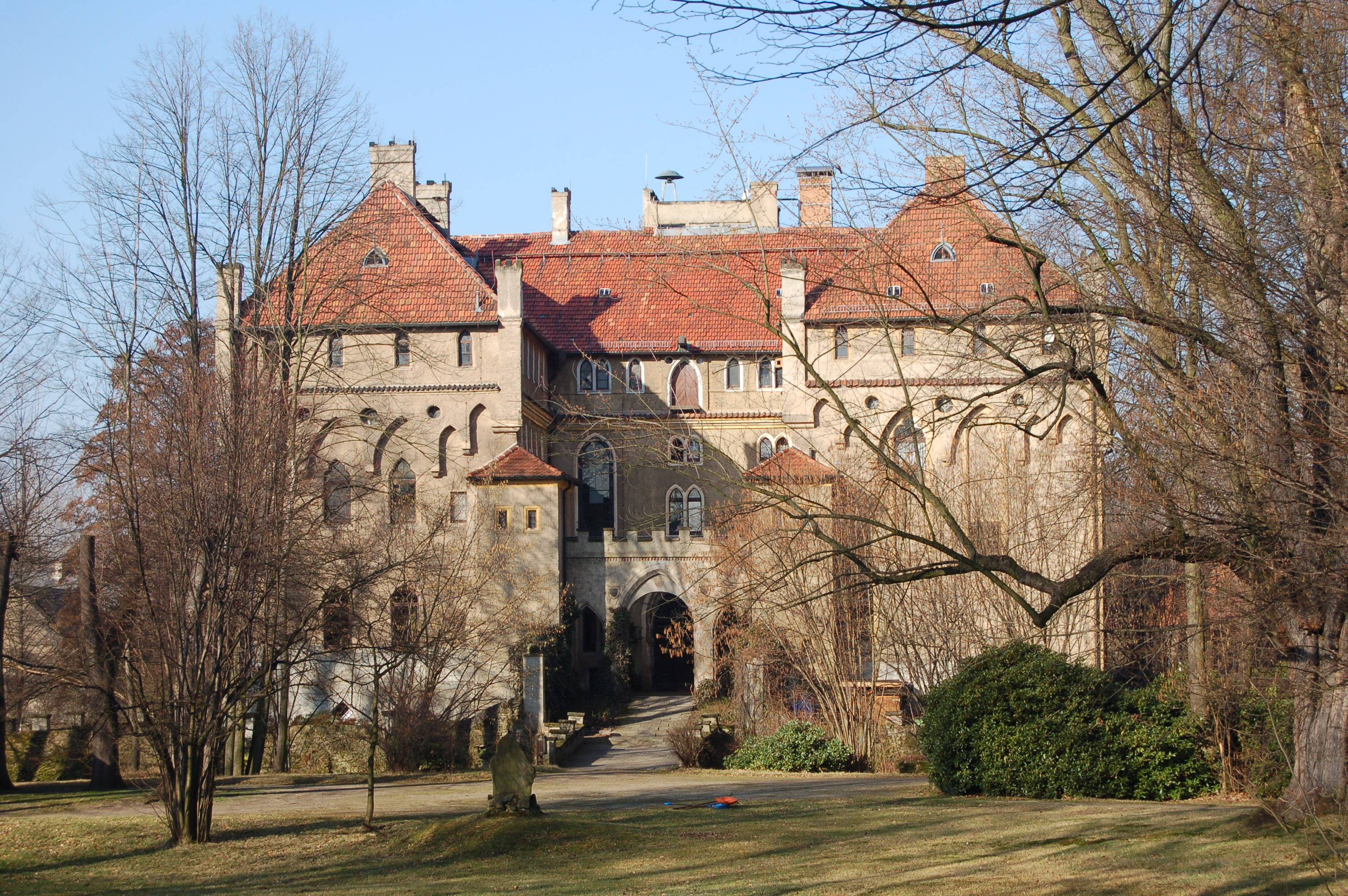
Schloss Seifersdorf

Von Brühl-Renard erbte das Wasserschloss Seifersdorf, das sein Großvater Carl von Brühl im Jahr 1818 mit Hilfe des berühmten preußischen Baumeisters Karl Friedrich Schinkel im neugotischen Stil umbauen ließ. Ab 1880 ließ er in Seifersdorf große Umbauten am Rittergut und am Schloss vornehmen. Im Schlosspark wurde Ausgang der 1870er Jahre die ehemalige Schlossbrauerei abgerissen. Der Schlosspark wurde von Max Bertram zu der heutigen Anlage umgestaltet und vergrößert. Im Schloss selbst wurde der Theatersaal zugunsten Bedienstetenwohnungen ausgebaut. Im 1. OG wurden Holzkassetten- und Stuckdecken eingezogen.
1909 übernahm er nach dem Tod seines Cousins Mortimer von Tschirschky-Renard das Fideikommiß Groß Strehlitz. In dieser Zeit erwarb er auch das Anwesen in Kalinow (812 ha). Von da an war es Teil der Güter der Fideikommissherrschaft Groß Strehlitz mit insgesamt 6561 ha.

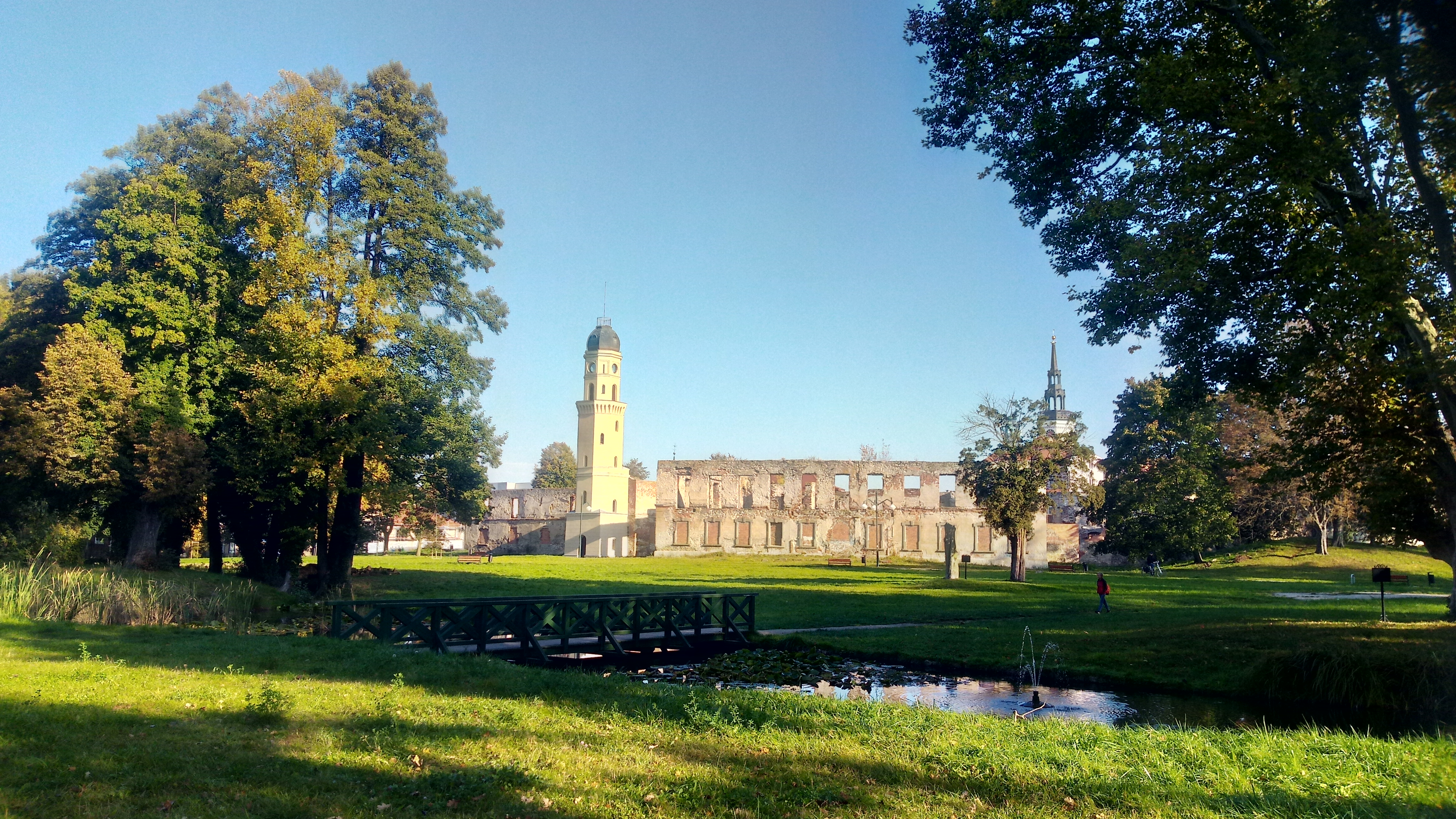
Schloss Groß Strehlitz 2021

Zur Graf Renardschen Güter-Direktion (Fideikommiß Groß Strehlitz) gehörten das Rittergut Dollna, das Rittergut Nieder-Ellguth, das Rittergut Groß-Vorwerk mit den Vorwerken Schewkowitz, Gollaschützen, Koczorowna und das Rittergut Neudorf, das Rittergut Himmelwitz mit den Vorwerken Gonschiorowitz und Wernerau, das Rittergut Kobelwitz im Kreis Cosel, das Rittergut Olschowa mit den Vorwerken Xionslas, Komorniken und Johannishof, das Rittergut Poremba, das Rittergut Rogau mit dem Vorwerk Krenzel, das Allodial-Rittergut Rosniontau mit Vorwerk Railshof, das Rittergut Salesche mit dem Vorwerk Oberhof, Niederhof, Mittelhof und Wiesenhof, das Rittergut Scharnosin mit dem Vorwerk Annahof, das Rittergut Schironowitz, das Rittergut Sucholohna mit Mokrolohna und Brezina mit dem Vorwerk Gruschek.
Den Namen Brühl-Renard führte er mit Übernahme des Fideikommiß Groß Strehlitz. Dies war vom Großvater Andreas Maria von Renard so festgelegt. Karl hinterließ keine Kinder, deshalb hätte er es gern gesehen, wenn sein Neffe Wolfgang zu Castell-Castell den Besitz geerbt hätte.

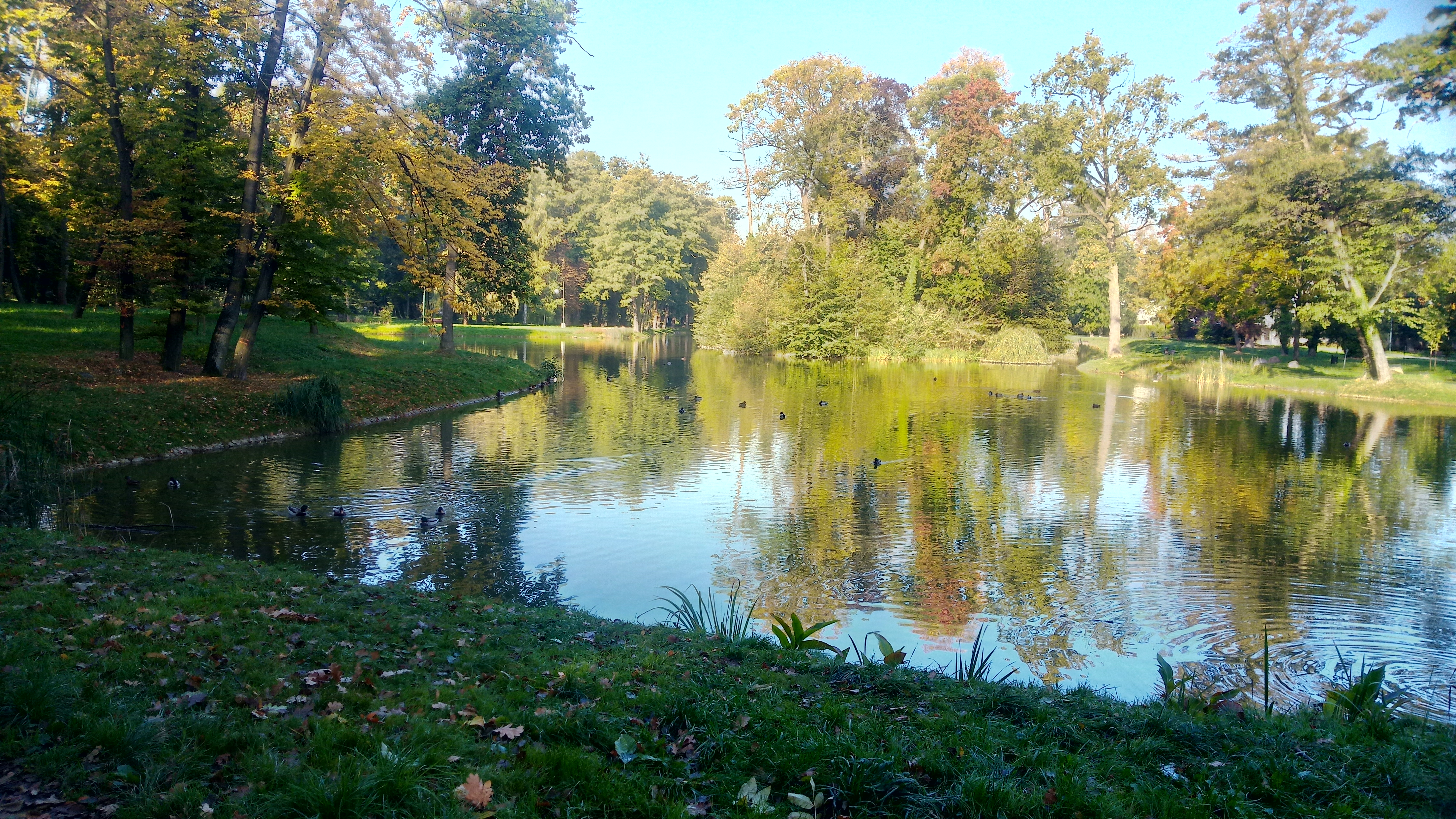
Schlosspark Großpark Groß Strehlitz – seit 2021 Renard'scher Park

Es kam jedoch anders. Georg Graf von Schlieffen, Karl von Brühl-Renards Halbbruder erbte nach seinem Tod 1923 die Herrschaft Groß Strehlitz. Georg Graf von Schlieffen trug mit dem Erbe den Namen Renard zusätzlich. 1932 übertrug er dann doch Groß Strehlitz an Wolfgang Graf zu Castell-Castell, den Sohn seiner Halbschwester Elisabeth.
Er war Mitglied im örtlichen Militärverein sowie im Turnverein Seifersdorf.

## Familie
Verheiratet war von Brühl-Renard in erster Ehe mit Auguste Elisabeth Margarete, genannt Else von Krosigk (1848–1905, Seifersdorf), Tochter von Hermann von Krosigk, und in zweiter Ehe mit Agnes Gräfin von Brühl († 1952). Er war der letzte Graf von Seifersdorf bei Radeberg.
Er war der Sohn von Johann George Wilhelm Karl Gebhard von Brühl (* 27. April 1818; † 27. November 1858) und Ludmilla Gabriele Maria von Renard (* 28. August 1830; † 16. Januar 1894).
Sein Großvater väterlicherseits war Carl von Brühl, der Intendant der Königlichen Theater zu Berlin von 1815 bis 1828. Seine Urgroßmutter war Christina von Brühl, geborene Schleyerweber. Sie gilt als Begründerin des Seifersdorfer Tales bei Dresden. Sein Urgroßvater war Hanns Moritz von Brühl, genannt der Chaussee-Brühl. Dieser war der jüngste Sohn von Heinrich Graf von Brühl, dem kurfürstlich-sächsischen und königlich polnischen Premierminister.
Sein Großvater mütterlicherseits war Andreas Maria von Renard, der Fideikommissherr auf Groß Strehlitz, und sein Onkel war Johannes Maria von Renard.
Karl hatte zwei ältere Schwestern:
1. Elisabeth von Brühl heiratete Gustav Graf zu Castell-Castell, den Chef des Obersthofmeisteramtes bei König Ludwig II. von Bayern.[9] Mit ihm hatte sie drei Kinder: Friedrich zu Castell-Castell, Wolfgang und Ludmilla. Friedrich verstarb bereits 1919 und wurde auf dem Friedhof in Seifersdorf (Wachau) beigesetzt. Wolfgang zu Castell-Castell übernahm 1932 die Herrschaft Groß Strehlitz von Georg von Schlieffen-Renard, dem Halbbruder seiner Mutter. Er verstarb 1940 und wurde im Schlosspark von Groß Strehlitz beigesetzt. Sein Sohn Prosper ist von 1940 bis 1945 der letzte Besitzer der Herrschaft gewesen.
2. Maria von Brühl (verheiratet von Mangold) und einen Halbbruder.

Nachdem sein Vater Carl bereits 1858 mit nur 40 Jahren verstorben war, heiratete seine Mutter Ludmilla 1860 nochmals. Georg Karl Graf von Schlieffen (* 8. Januar 1832; † 13. Oktober 1901), auf Oberwitz war der zweite Mann Ludmillas. Aus der Ehe ging ein Sohn hervor: Georg Graf von Schlieffen.